# Zygnemopsis
Zygnemopsis (Zygnemopsis) - rodzaj glonów z gromady zielenic. Występuje w wodach słodkich Eurazji, Afryki i Ameryki.

## Charakterystyka
Plecha nitkowata, zbudowana z walcowatych komórek (4 do 50 µm średnicy), zawierających po dwa gwiaździste chloroplasty z jednym pirenoidem pośrodku każdy. Rozmnażanie płciowe odbywa się wyłącznie przez izogamiczną koniugację drabinkową. Zygospora otoczona potrójną błoną. U niektórych gatunków wyłącznie rozmnażanie bezpłciowe. 